# Alcyonium dendroides
Alcyonium dendroides is een zachte koraalsoort uit de familie Alcyoniidae. De koraalsoort komt uit het geslacht Alcyonium. Alcyonium dendroides werd in 1931 voor het eerst wetenschappelijk beschreven door Thomson & Dean. 